# Rio Santa Cruz (Santa Catarina)
 (juillet 2014).
Si vous disposez d'ouvrages ou d'articles de référence ou si vous connaissez des sites web de qualité traitant du thème abordé ici, merci de compléter l'article en donnant les références utiles à sa vérifiabilité et en les liant à la section « Notes et références ».
 (juillet 2014).
Pour les articles homonymes, voir Rio Santa Cruz.
Le rio Santa Cruz est une rivière brésilienne de l'intérieur de l'État de Santa Catarina, et appartient au bassin hydrographique de l'Uruguay.

## Géographie
Il s'écoule du nord-est vers le sud-ouest depuis la municipalité de Campos Novos avant de se jeter dans le río Uruguay. Il traverse également Zortéa et Celso Ramos.